# Европски тимски шампионати у шаху
Идеја о игрању европских тимских турнира се родила 1950. године. Шах се комерцијализовао кроз године и осетила се потреба да се испуни празнина између олимпијских циклуса са неким другим тимским такмичењем. Турнири су се играли кроз квалификационе групе где су победници играли финале.
Европска премијера је била 1957. године у Бечу. Играло се у четири квалификационе групе а победници су играли у финалу. Мађарска није учествовала. СССР је био победник иако је изгубио од Југославије, последњег такмичарског дана, резултатом 4: 6. Број нација које учествуј је проширен на шест, на другом турниру СССР је одбранио титулу испред Југославије која је поразила Мађарску са 8: 2 у последњем колу у борби за сребрну медаљу. 1965. СССР побеђује по трећи пут, а Југославија осваја сребрну медаљу.
Мушки тим Србије однео је победу на издању такмичења 2023. године, које је било организовано у Будви. Победнички тим сачињавали су Александар Предке, Алексеј Сарана, Александар Инђић, Роберт Маркуш и Велимир Ивић.

## Тимски победници (мушкарци)
| №   | Град домаћин             | Година | I               | II          | III             | Бр. табли | Бр. тимова | Бр. играча | Бр. партија |
| 1.  | Беч Аустрија             | 1957.  | Совјетски Савез | Југославија | Чехословачка    | 10        | 4          | 47         | 120         |
| 2.  | Оберхаузен, Немачка      | 1961.  | Совјетски Савез | Југославија | Мађарска        | 10        | 6          | 72         | 300         |
| 3.  | Хамбург, Немачка         | 1965.  | Совјетски Савез | Југославија | Мађарска        | 10        | 6          | 71         | 300         |
| 4.  | Капфенберг, Аустрија     | 1970.  | Совјетски Савез | Мађарска    | Источна Немачка | 10        | 8          | 96         | 280         |
| 5.  | Бат, Енглеска            | 1973.  | Совјетски Савез | Југославија | Мађарска        | 8         | 8          | 80         | 224         |
| 6.  | Москва, Совјетски Савез  | 1977.  | Совјетски Савез | Мађарска    | Југославија     | 8         | 8          | 80         | 224         |
| 7.  | Скара, Шведска           | 1980.  | Совјетски Савез | Мађарска    | Енглеска        | 8         | 8          | 80         | 224         |
| 8.  | Пловдив, Бугарска        | 1983.  | Совјетски Савез | Југославија | Мађарска        | 8         | 8          | 80         | 224         |
| 9.  | Хаифа, Израел            | 1989.  | Совјетски Савез | Југославија | Немачка         | 6         | 28         | 216        | 756         |
| 10. | Дебрецин, Мађарска       | 1992.  | Русија          | Украјина    | Енглеска        | 4         | 41         | 204        | 720         |
| 11. | Пула, Хрватска           | 1997.  | Енглеска        | Русија      | Јерменија       | 4         | 34         | 169        | 612         |
| 12. | Батуми, Грузија          | 1999.  | Јерменија       | Мађарска    | Немачка         | 4         | 36         | 174        | 648         |
| 13. | Леон, Шпанија            | 2001.  | Холандија       | Француска   | Немачка         | 4         | 25         | 169        | 612         |
| 14. | Пловдив, Бугарска        | 2003.  | Русија          | Израел      | Грузија         | 4         | 37         | 182        | 648         |
| 15. | Гетеборг, Шведска        | 2005.  | Холандија       | Израел      | Француска       | 4         | 40         | 196        | 720         |
| 16. | Хераклио, Грчка          | 2007.  | Русија          | Јерменија   | Азербејџан      | 4         | 40         |            |             |
| 17. | Нови Сад, Србија         | 2009.  | Азербејџан      | Русија      | Украјина        | 4         |            |            |             |
| 18. | Порто Карас, Грчка       | 2011.  | Немачка         | Азербејџан  | Мађарска        | 4         |            |            |             |
| 19. | Варшава, Пољска          | 2013.  | Азербејџан      | Француска   | Русија          | 4         |            |            |             |
| 20. | Рејкјавик, Исланд        | 2015.  | Русија          | Јерменија   | Мађарска        | 4         |            |            |             |
| 21. | Крит, Грчка              | 2017.  | Азербејџан      | Русија      | Украјина        | 4         |            |            |             |
| 22. | Батуми, Грузија          | 2019.  | Русија          | Украјина    | Енглеска        | 4         |            |            |             |
| 23. | Чатеж об Сави, Словенија | 2021.  | Украјина        | Француска   | Пољска          | 4         |            |            |             |
| 24. | Будва, Црна Гора         | 2023.  | Србија          | Немачка     | Јерменија       | 4         | 38\|       |            |             |

## Тимски победници (жене)
| №   | Град домаћин             | Година | I         | II          | III        | Бр. табли | Бр. тимова | Бр. играчица | Бр. партија |
| 1.  | Дебрецин, Мађарска       | 1992.  | Украјина  | Грузија     | Азербејџан | 2         | 38         | 112          | 326         |
| 2.  | Пула, Хрватска           | 1997.  | Грузија   | Румунија    | Енглеска   | 2         | 30         | 89           | 270         |
| 3.  | Батуми, Грузија          | 1999.  | Словенија | Југославија | Румунија   | 2         | 36         | 103          | 324         |
| 4.  | Леон, Шпанија            | 2001.  | Француска | Молдавија   | Енглеска   | 2         | 32         | 91           | 2888        |
| 5.  | Пловдив, Бугарска        | 2003.  | Јерменија | Мађарска    | Русија     | 2         | 31         | 88           | 270         |
| 6.  | Гетеборг, Швајцарска     | 2005.  | Пољска    | Грузија     | Русија     | 4         | 26         | 128          | 466         |
| 7.  | Хераклио, Грчка          | 2007.  | Русија    | Пољска      | Јерменија  |           |            |              |             |
| 8.  | Нови Сад, Србија         | 2009.  | Русија    | Грузија     | Украјина   |           |            |              |             |
| 9.  | Порто Карас, Грчка       | 2011.  | Русија    | Пољска      | Грузија    |           |            |              |             |
| 10. | Варшава, Пољска          | 2013.  | Украјина  | Русија      | Пољска     |           |            |              |             |
| 11. | Рејкјавик, Исланд        | 2015.  | Русија    | Украјина    | Грузија    |           |            |              |             |
| 12. | Крит, Грчка              | 2017.  | Русија    | Грузија     | Украјина   |           |            |              |             |
| 13. | Батуми, Грузија          | 2019.  | Русија    | Грузија     | Азербејџан |           |            |              |             |
| 14. | Чатеж об Сави, Словенија | 2021.  | Русија    | Грузија     | Азербејџан |           |            |              |             |
| 15. | Будва, Црна Гора         | 2023.  | Бугарска  | Азербејџан  | Француска  | 4         | 32         |              |             |

## Укупни победници

### Мушкарци
- Совјетски Савез - 9х
- Русија - 5х
- Азербејџан - 3х
- Холандија - 2х
- Енглеска - 1х
- Јерменија - 1х
- Немачка - 1х
- Украјина - 1х
- Србија - 1х

### Жене
- Русија - 7х
- Украјина - 2х
- Грузија - 1х
- Словенија - 1х
- Француска - 1х
- Јерменија - 1х
- Пољска - 1х
- Бугарска - 1х